# 五彩蜑螺
五彩蜑螺（学名：Neritina waigiensis），是原始腹足目蜑螺科河蜑螺属的一种。主要分布于台湾，常栖息在河口干旱处。